# Rogfast
Le Rogfast (abréviation en norvégien de Rogaland fastforbindelse, c'est-à-dire lien fixe du Rogaland) est un tunnel sous-marin routier norvégien actuellement en construction et qui va relier à partir de 2026 les communes de Randaberg (à proximité de la ville de Stavanger) et de Bokn dans le comté du Rogaland.
Ce projet constituera un record mondial dans sa catégorie puisque le tunnel atteindra une longueur de 27 km et une profondeur maximale de 392 m sous le niveau de la mer. Sa construction a démarré le 4 janvier 2018. L'utilisation du tunnel sera payant, même si l'état prend en charge 40 % du budget de la construction.
Ce tunnel est le chaînon manquant de la route européenne E39 qui parcourt tout le littoral occidental de la Norvège, et relie les villes de Kristiansand, Stavanger, Haugesund et de Bergen.